# Club de Yates del Lago Chautauqua

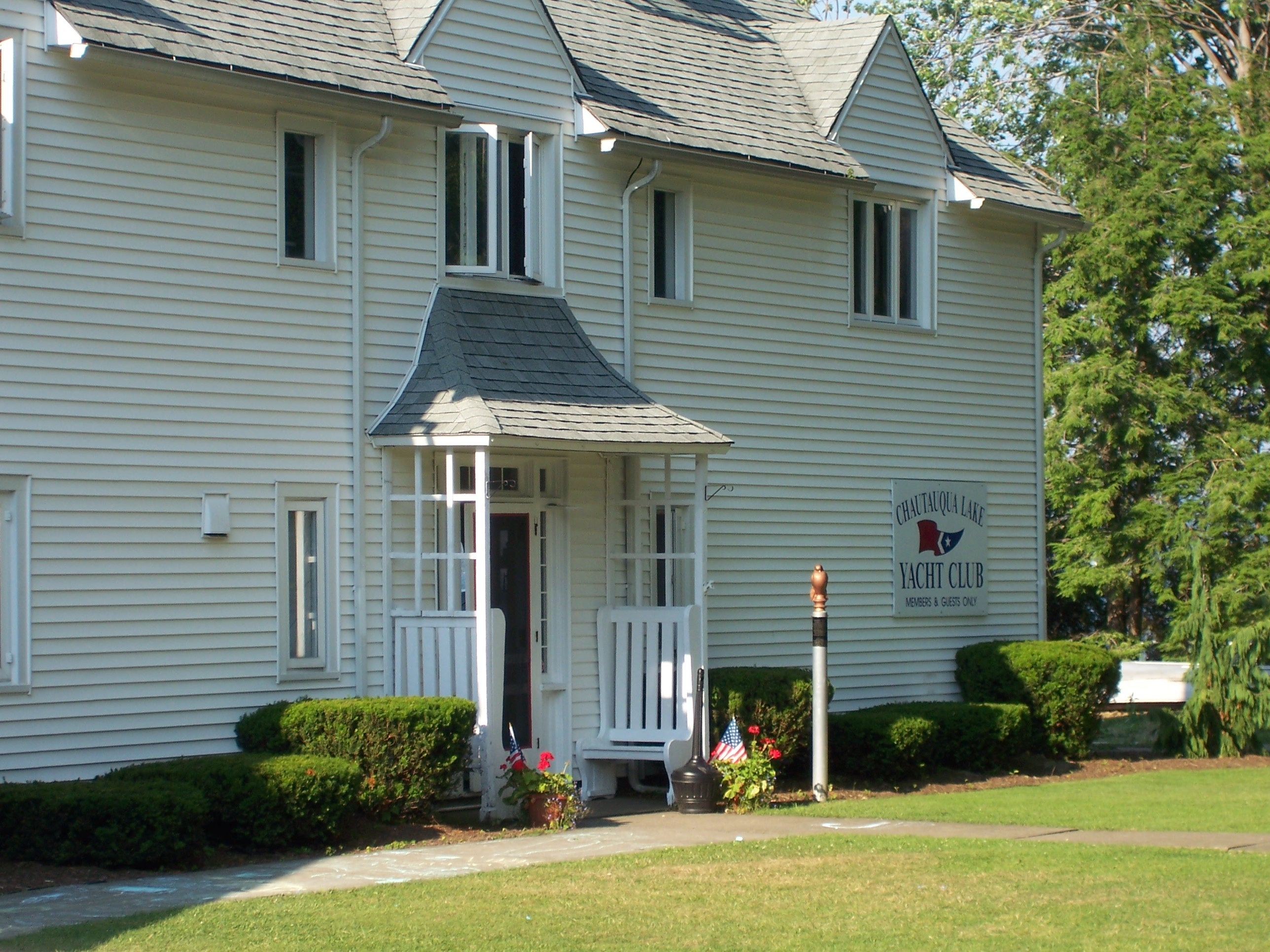
Entrada a la sede del club.

El Club de Yates del Lago Chautauqua (Chautauqua Lake Yacht Club en idioma inglés y oficialmente) es un club náutico ubicado en la orilla sur del Lago Chautauqua, en Lakewood (Nueva York), Estados Unidos. 
Fue fundado en 1894 y es uno de los clubes más antiguos de Estados Unidos. Su flota Snipe, la número 124 de la SCIRA, fue muy poderosa y organizó el campeonato del mundo de 1946.
Actualmente su actividad deportiva se centra en sus flotas de E-Scow, Laser y Optimist.